# Aartsbisdom Milaan
Het aartsbisdom Milaan (Latijn: Archidioecesis Mediolanensis, Italiaans: Arcidiocesi di Milano) is een metropolitaan aartsbisdom van de Katholieke Kerk in Italië. Het aartsbisdom kent de volgende suffragane bisdommen:
| - Bergamo - Brescia - Como | - Crema - Cremona - Lodi | - Mantua - Pavia - Vigevano |

Volgens de legende zou het bisdom in 52 gesticht zijn door de apostel Barnabas. Vast staat dat het in de vierde eeuw werd verheven tot aartsbisdom. De belangrijkste bisschop van de late oudheid was Ambrosius van Milaan, wiens Ambrosiaanse ritus tot op de dag van vandaag in het aartsbisdom Milaan wordt gebruikt.
Belangrijke aartsbisschoppen van Milaan vanaf de Middeleeuwen tot de tegenwoordige tijd waren: Umberto Crivelli, die in 1185 gekozen zou worden tot paus Urbanus III, Ottone Visconti (1207-1295), grondlegger van de heerschappij van het Huis Visconti, Carolus Borromeüs leider van de contrareformatie in Noord-Italië, Achille Ratti, die in 1922 werd gekozen als paus Pius XI en Giovanni Battista Montini, die in 1963 werd gekozen als paus Paulus VI. 
De huidige aartsbisschop van Milaan is Mario Delpini. In het aartsbisdom wonen ongeveer 5 miljoen katholieken, verdeeld over meer dan 1100 parochies. De aartsbisschop van Milaan wordt terzijde gestaan door vier hulpbisschoppen.

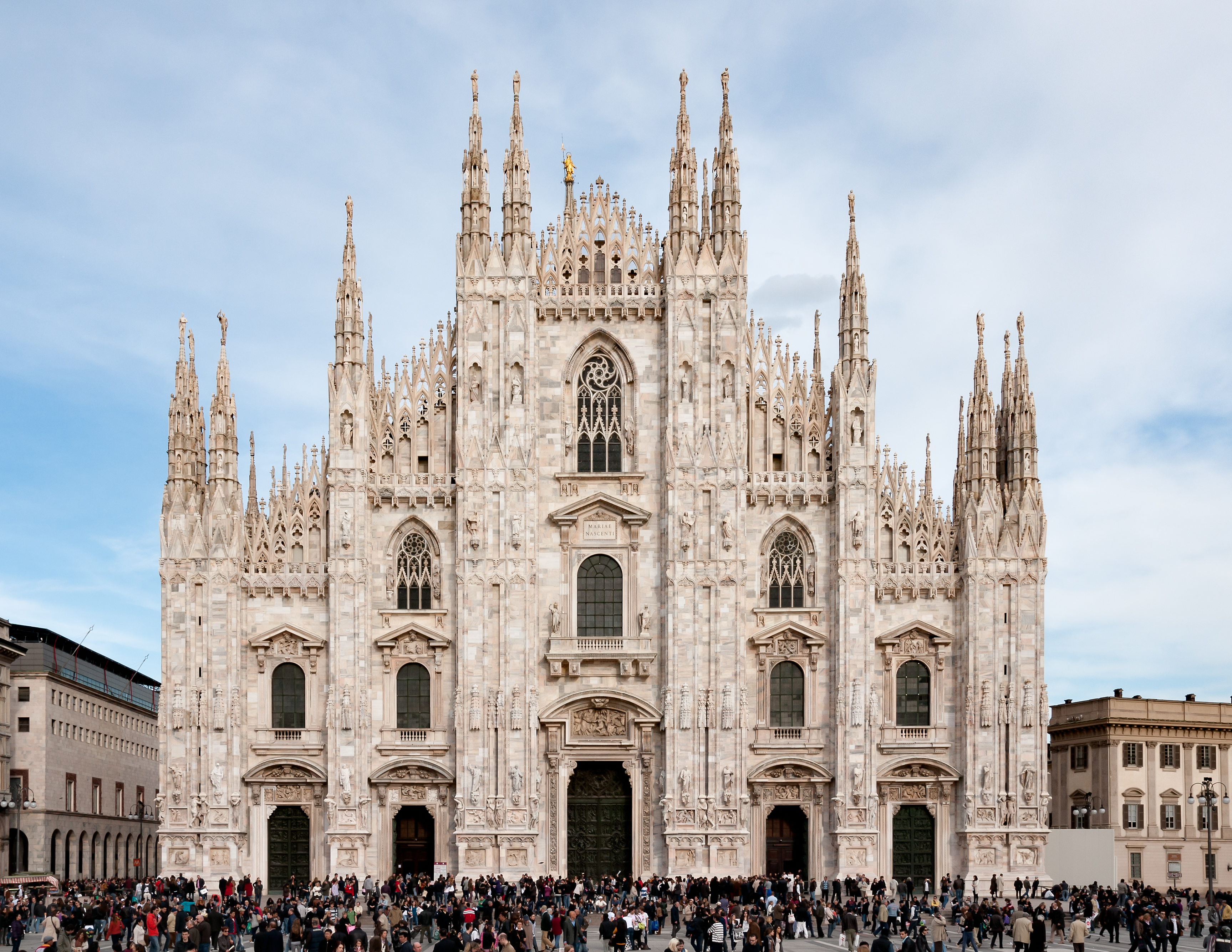
De Dom van Milaan, zetel van de aartsbisschop